# City of Gods
«City of Gods» es una canción de los raperos estadounidenses Fivio Foreign y Kanye West junto a la cantante estadounidense Alicia Keys. Fue lanzado como el sencillo principal del álbum de estudio debut de Fivio, B.I.B.L.E., y el segundo sencillo del álbum de West, Donda 2. En la canción, Keys interpola el estribillo de «New York City» (2015) de The Chainsmokers. La canción fue certificada como disco de oro por la Recording Industry Association of America, lo que indica 500 000 unidades grabadas en Estados Unidos y fue nominada en la edición 54 de los premios NAACP Image como «mejor canción de Hip Hop/Rap».

## Antecedentes
West y Fivio Foreign trabajaron juntos por primera vez en la canción «Off the Grid», lanzada en el álbum Donda de West en 2021. La colaboración se unió después de que West llamara a Fivio Foreign para grabar en el Mercedes Benz Stadium la noche anterior al evento de escucha de Donda. Según Fivio Foreign, West elogió el verso que grabó el rapero para «Off the Grid» y dijo que le recuerda a Jay-Z. Antes del lanzamiento de Donda, Fivio Foreign les dijo a sus fanáticos en Twitter que West era productor ejecutivo y actuaba en su próximo álbum BIBLE.  El 5 de febrero de 2022, Foreign tuiteó: «No voy a mentir, me diste la característica del año... Estaba hablando 2 locos en ese verso».
Cuando Foreign mostró por primera vez el ritmo de «City of Gods», incluía una muestra de la canción de 2015 «New York City» de The Chainsmokers. Cuando se la mostró a West, dijo «Oye, veo algo con esta canción», y le pidió a Fivio que enviara el ritmo para poder cambiarlo. Uno de los cambios que hizo West fue sacar la muestra y hacer que Keys cantara las voces en su lugar. Originalmente, Fivio estaba rapeando «No hay rey de Nueva York, nadie está realmente a cargo», y cuando lo tocó para West, dijo «Tienes que decir que eres el rey de Nueva York». Foreign luego sugirió que debería rapear «El pop era el rey de Nueva York, ahora soy yo el que está a cargo» a lo que West respondió diciendo «¡Yo, eso es aún mejor!».
La canción está dedicada al fallecido rapero, amigo de Fivio Foreign y colaborador de mucho tiempo TDott Woo, quien fue asesinado a tiros una semana antes del lanzamiento de la canción. En un comunicado publicado con el lanzamiento de la canción, Fivio dijo «T Dot. Ese es mi bebé. Nunca pensé que estaría haciendo esto sin ti aquí conmigo. Se suponía que estarías aquí conmigo, pero siempre vas a estar, sé el príncipe en la Ciudad de los Dioses. Tu nombre vivirá para siempre conmigo. Larga vida al príncipe T Dot».

## Recepción crítica
La canción ha sido comparada con la colaboración «Empire State of Mind» (2009) de Jay-Z y Alicia Keys , además del lanzamiento de la segunda versión a la que hace referencia en su título «Empire State of Mind (Part II) Broken Down», presentada en el álbum de Keys The Element of Freedom.
Los escritores de Complex han asociado la canción tanto con «Empire State of Mind» como con «Run This Town», apreciando la combinación de la música de instrucción de Foreign con la producción de Kayne, aunque «el deslumbrante sintetizador hizo que se sintiera como la instrucción de American Eagle; [...] Simplemente demasiado brillante» y que «en general, es una canción un poco oblonga». Al final, Alicia Keys fue premiada por «cantar con reverencia sobre la ciudad de Nueva York; [...] con una voz impresionante en el coro». Christine Ochefu de GQ está gratamente impresionada al encontrar a Keys en una pista de drill.

## City of Gods II
El 7 de abril de 2022, Alicia Keys lanzó una versión en solitario de la canción con una producción simplificada llamada «City of Gods (Part II)». El video de la canción fue nominado en los MTV Video Music Awards 2022 en la categoría Mejor R&B.

## Posicionamiento en listas

### Listas semanales
| Listas (2022)                          | Mejor posición |
| -------------------------------------- | -------------- |
| Australia (ARIA)                       | 66             |
| Canadá (Canadian Hot 100)              | 20             |
| Estados Unidos (Billboard Hot 100)     | 46             |
| Estados Unidos (Hot R&B/Hip-Hop Songs) | 15             |
| Estados Unidos (Rhythmic)              | 7              |
| Global 200 (Billboard)                 | 43             |
| Irlanda (IRMA)                         | 36             |
| Islandia (Plötutíðindi)                | 16             |
| Nueva Zelanda Hot Singles (RMNZ)       | 4              |
| Portugal (AFP)                         | 174            |
| Reino Unido (UK Singles Chart)         | 58             |
| Reino Unido (UK Hip Hop/R&B)           | 31             |
| Sudáfrica (RISA)                       | 48             |
| Suecia Heatseeker (Sverigetopplistan)  | 5              |
| Suiza (Schweizer Hitparade)            | 91             |

### Listas anuales
| Listas (2022)                          | Mejor posición |
| -------------------------------------- | -------------- |
| Estados Unidos (Hot R&B/Hip-Hop Songs) | 63             |
| Estados Unidos (Rhythmic)              | 41             |

## Certificaciones
| País (organismo certificador) | Certificación | Unidades certificadas |
| ----------------------------- | ------------- | --------------------- |
| Canadá (Music Canada)         | Oro           | 40 000                |
| Estados Unidos (RIAA)         | Oro           | 500 000               |

## Historial de lanzamiento
| País           | Fecha                 | Formato                      | Discográfica         | Ref    |
| -------------- | --------------------- | ---------------------------- | -------------------- | ------ |
| Varios         | 11 de febrero de 2022 | Descarga digital y streaming | Rich Fish y Columbia | [ 10 ] |
| Estados Unidos | 15 de febrero de 2022 | Urban contemporary radio     | Columbia             | [ 38 ] |